# Пицца по-ньюйоркски

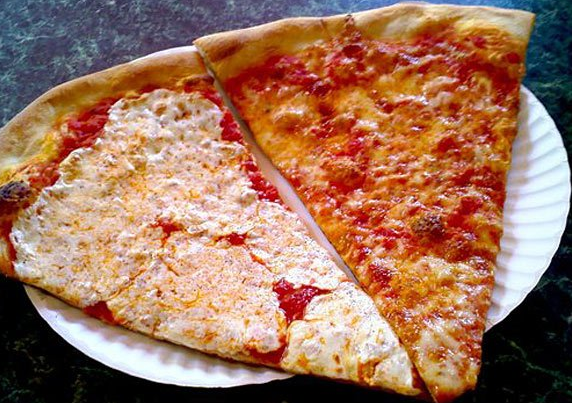
Два варианта пиццы по-ньюйоркски

Пи́цца по-ньюйо́ркски — пицца, для которой характерны большие кусочки с тонкой корочкой. Данные пиццы часто продаются в широких ломтиках на вынос. У неё достаточно мягкая корочка, хрустящая по краям, которые нужно согнуть пополам, чтобы съесть. Этот стиль возник в Нью-Йорке в начале 1900-х годов, и сегодня используется в штатах Нью-Йорк, Нью-Джерси и Коннектикут.

## История
Первая пиццерия в Америке была основана Дженнаро Ломбарди, иммигрантом из Неаполя в Нью-Йорке в маленькой Италии в 1905 году. Ломбарди открыл продуктовый магазин в 1897 году и спустя восемь лет получил лицензию продавать пиццу в штате Нью-Йорк. Его сотрудник, Антонио Тотонно Перо, начал делать пиццу, которая продается за пять центов за кусок. В 1924 году, Тотонно покинул Ломбарди и открыл собственную пиццерию на Кони-Айленд, называемую Totonno`s.
Первые пиццерии в Нью-Йорке использовали угольные кирпичные печи и пекли пиццу с сыром на дне и соусом сверху. К 2010 году в Нью-Йорке существовало более 400 пиццерий с несколькими сотнями видов пиццы.

## Характеристики
Пицца Нью-Йоркского стиля традиционно изготавливается вручную. Она состоит из светлого теста, томатного соуса и сыра моцарелла; дополнительные начинки кладутся поверх сыра. Пиццы большие, обычно около 18 дюймов (45 см) в диаметре, и обычно разрезаются на 8 кусочков. Эти большие широкие кусочки часто едят как фастфуд или как «уличный перекус». Также она может быть полита маслом и содержать любую начинку.
Нью-йоркская пицца приобретает свою отличительную корочку из-за высокой клейковины муки, из которой она сделана. Минералы, присутствующие в нью-йоркской воде, также добавляются в тесто, придавая пицце её характерный аромат.
Типичными приправами для пиццы являются орегано, тёртый пармезан, чесночный порошок и сушёный красный перец чили хлопьями.

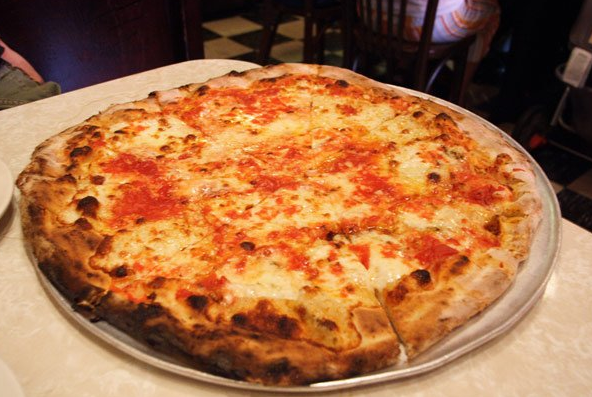
Нью-йоркскую пиццу подают в пиццерии
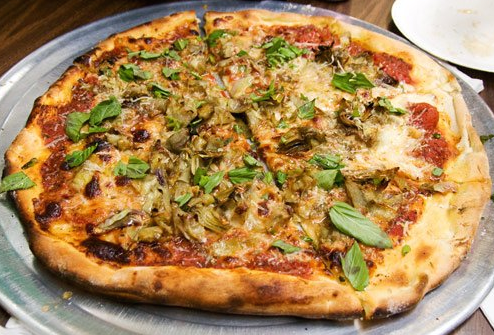
Нью-йоркская пицца с различными начинками
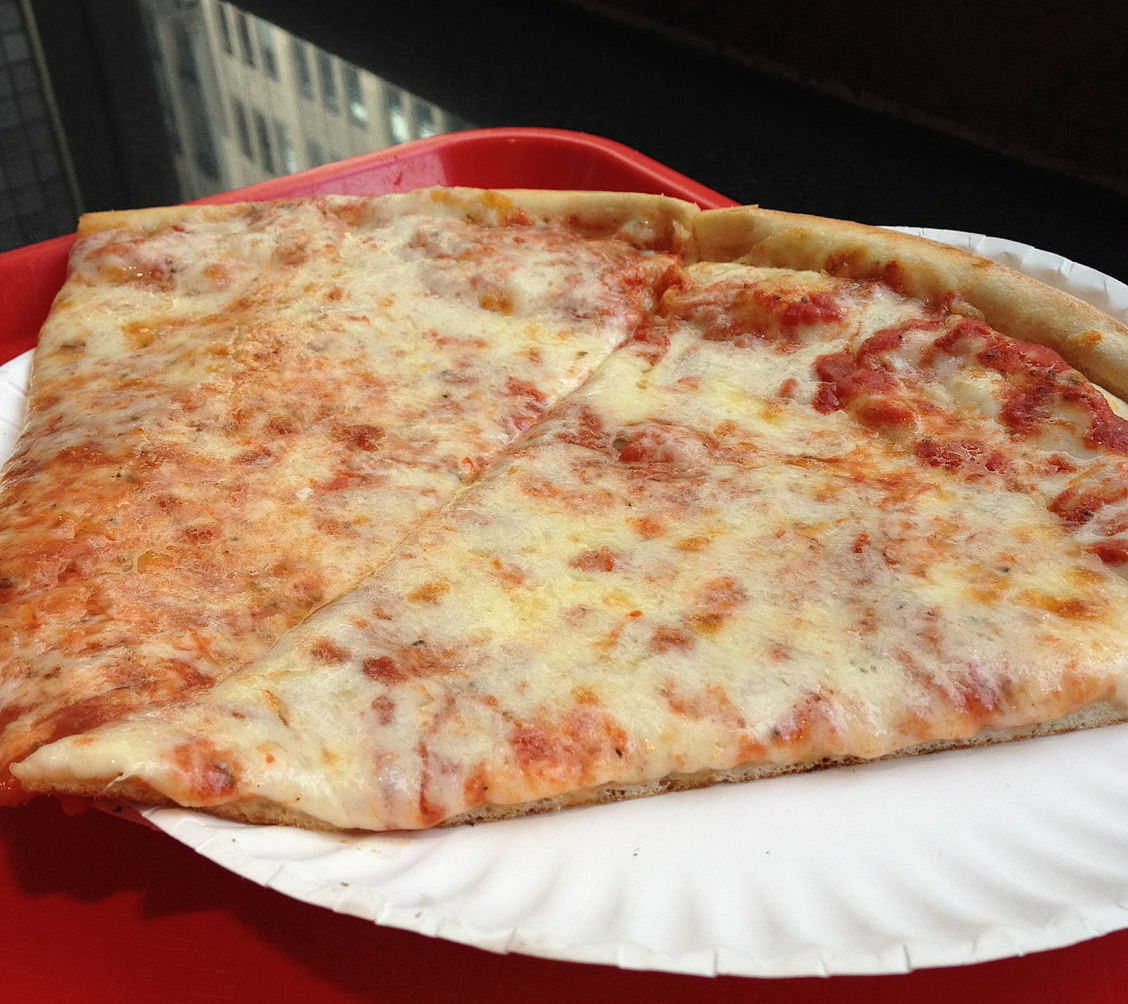
Ломтики нью-йоркской пиццы в пиццерии
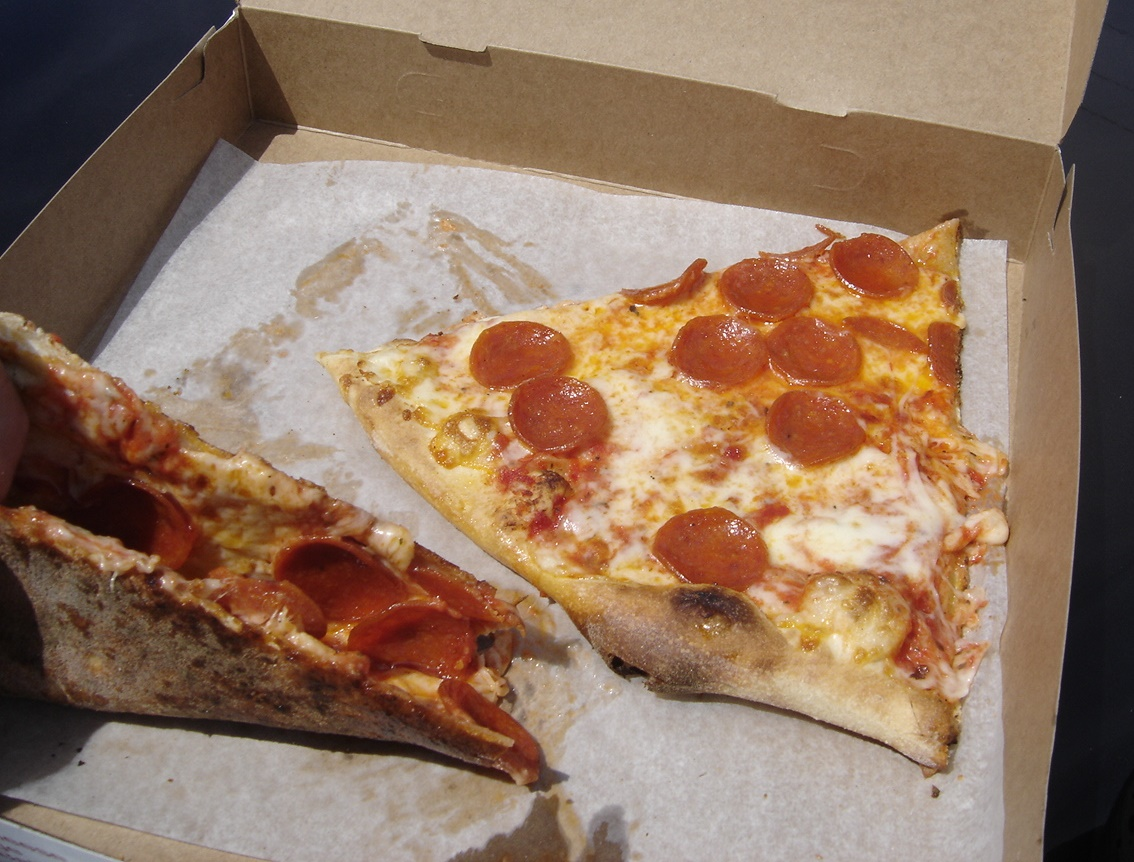
Ломтики нью-йоркской пиццы с пеперони на вынос, с тонкой корочкой
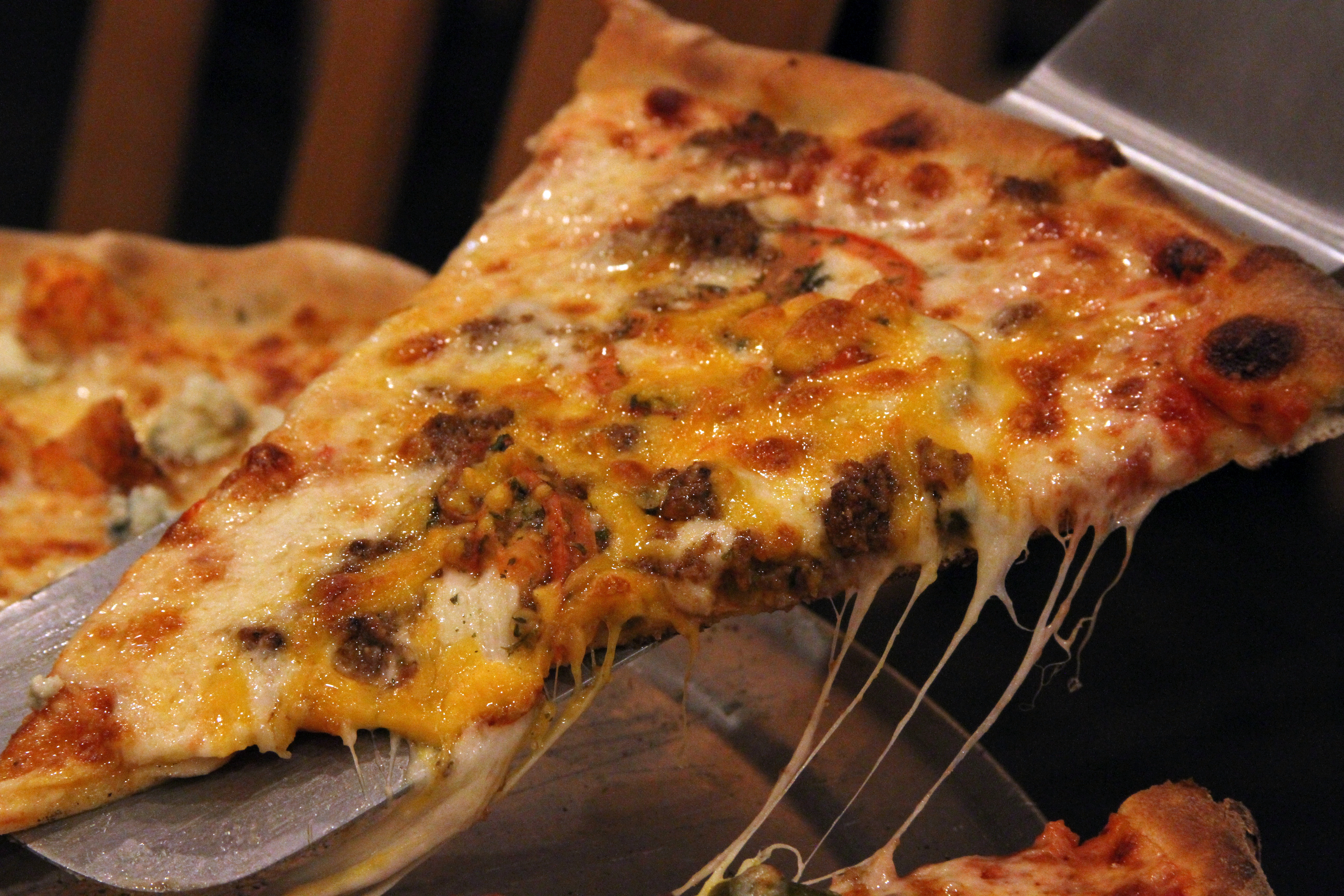
Нью-йоркская пицца с различными начинками

## Региональные различия
Нью-йоркская пицца наиболее распространена в Нью-Йорке, Нью-Джерси и Коннектикуте, на территории Северо-Восточного региона. За пределами этой области много пиццы можно охарактеризовать как Нью-йоркская включая продукцию таких крупных компаний, как Pizza Hut.